# Róbert Valenta
Róbert Valenta (* 10. ledna 1990, Šaľa) je slovenský fotbalový záložník, od července 2014 působící v prvoligovém týmu FC ViOn Zlaté Moravce.

## Klubová kariéra
Svoji fotbalovou kariéru začal v Patě, odkud ještě jako dorostenec zamířil do Nitry. V týmu se propracoval do prvního mužstva a v roce 2007 přestoupil do pražské Sparty, která se pro něj stala prvním zahraničním angažmá. V klubu hrál nejprve za dorost a poté za B-tým. Před sezonou 2009/10 se vrátil zpět do Nitry, kde hostoval. Následně působil na hostování ve Zbrojovce Brno a dvakrát v Příbrami. V únoru 2014 Spartu definitivně opustil a podepsal Dunajskou Stredu. Před sezonou 2014/15 se dohodl na kontraktu se Zlatými Moravcemi.

## Klubové statistiky
Aktuální k 1. červenci 2014
| Sezona | Klub                      | Země      | Soutěž  | Zápasy | Góly |
| ------ | ------------------------- | --------- | ------- | ------ | ---- |
| 07/08  | FC Nitra                  | Slovensko | 1. liga | 9      | 0    |
| 08/09  | AC Sparta Praha B         | Česko     | 2. liga | 0      | 0    |
| 09/10  | FC Nitra (host.)          | Slovensko | 1. liga | 28     | 3    |
| 10/11  | FC Nitra (host.)          | Slovensko | 1. liga | 18     | 0    |
|        | FC Zbrojovka Brno (host.) | Česko     | 1. liga | 8      | 2    |
| 11/12  | 1. FK Příbram (host.)     | Česko     | 1. liga | 9      | 0    |
|        | AC Sparta Praha B         | Česko     | 2. liga | 6      | 2    |
| 12/13  | 1. FK Příbram (host.)     | Česko     | 1. liga | 9      | 1    |
| 13/14  | AC Sparta Praha B         | Česko     | ČFL     | 0      | 0    |
|        | DAC 1904 Dunajská Streda  | Slovensko | 1. liga | 9      | 0    |
|        | celkem                    |           |         | 96     | 8    |